# Beaulieu (Minnesota)
Beaulieu – jednostka osadnicza w Stanach Zjednoczonych, w stanie Minnesota, w hrabstwie Mahnomen.